# 哈拉站
40°53′42″N 112°46′01″E / 40.894914°N 112.766907°E
哈拉站，位于中华人民共和国内蒙古乌兰察布市卓资县，邮政编码012005，建于1989年，是京包铁路的一个车站。离北京站554公里，离包头站278公里。距上行车站十八台站7公里，距下行车站马盖图站7公里。该站隶属呼和浩特铁路局集宁车务段。不办理客货运业务，为五等车站，本站及相邻上下行区间均为电气化区段。